# Iffigfälle

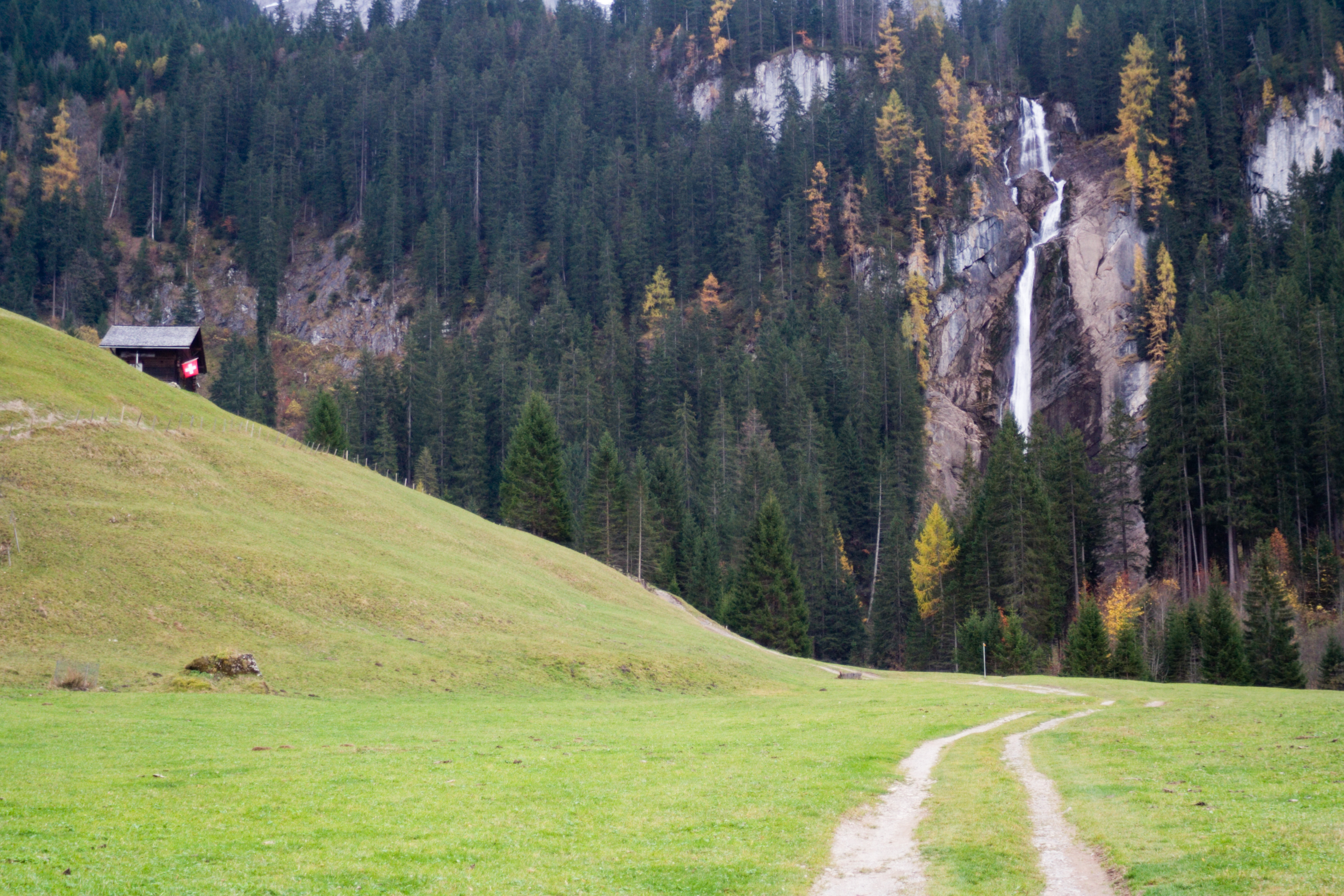
Iffigfall

Die Iffigfälle sind eine Reihe von Wasserfällen im Kanton Bern auf dem Gebiet der Berner Gemeinde Lenk.
Oberhalb der Iffigfälle erstreckt sich das Iffigtal mit der Iffigenalp. Unterhalb dieser Alp überwindet der Iffigbach eine rund 200 m hohe Steilstufe mit mehreren Kaskaden. Der natürliche Wasserfall ist bis heute unverbaut und ungesichert. Der Hauptfall hat eine Fallhöhe von über 100 m und zählt zu den schönsten Wasserfällen des Kantons Bern. Von Lenk aus kann man über Pfade dem Wasserfall entlang zur Iffigenalp wandern. Der Wasserfall liegt im Naturschutzgebiet Gelten-Iffigen.